# Jozy Altidore
Josmer Volmy "Jozy" Altidore (født 6. november 1989 i Livingston, New Jersey) er en amerikansk fodboldspiller, der spiller som angriber hos den canadiske MLS-klub Toronto FC. 

## Karriere
Tidligere har han spillet for New York Red Bulls i sit hjemland, Villarreal i Spanien og  AZ Alkmaar i Holland. Derudover har han været udlejet til Xerez CD i Spanien, Hull City i England samt Bursaspor i Tyrkiet

## Landshold
Altidore står (pr. 20. oktober 2013) noteret for 64 kampe og 21 scoringer for USA's landshold, som han debuterede for den 17. november 2007 i et opgør mod Sydafrika. Han var efterfølgende en del af den amerikanske trup til OL i Beijing i 2008 og til Confederations Cup 2009 i Sydafrika.

## Privatliv
Jozy Altidore danner par med tennisspilleren Sloane Stephens.